# Borboropactus asper
Borboropactus asper är en spindelart som först beskrevs av O. Pickard-Cambridge 1884.  Borboropactus asper ingår i släktet Borboropactus och familjen krabbspindlar.
Artens utbredningsområde är Sri Lanka. Inga underarter finns listade.